# Premier van West-Australië
De Premier van West-Australië staat aan het hoofd van de uitvoerende macht in de Australische staat West-Australië. De premier heeft gelijkaardige functies als de eerste minister van het gemenebest Australië op federaal niveau, maar onderworpen aan andere grondwetten.
De huidige premier van West-Australië is Mark McGowan. Hij won de verkiezingen van 2017 en werd op 17 maart 2017 door toenmalig gouverneur Kerry Sanderson ingezworen. McGowan is de 30e premier van West-Australië.

## Functie
De premier dient lid te zijn van het lager- of hogerhuis van het West-Australische parlement. Gebruikelijk is hij of zij lid van het lagerhuis (Engels: Legislative Assembly). Hij of zij wordt door de gouverneur aangeduid op advies van het lagerhuis en dient ontslag in te dienen als hij of zij de meerderheid in het lagerhuis verliest. Daardoor is de premier meestal het hoofd van de partij of de coalitie die de meerderheid in het lagerhuis bezit.

## Geschiedenis
Het ambt van premier van West-Australië ontstond in 1890, nadat het Britse Rijk de kolonie West-Australië in 1889 zelfbestuur toestond. De grondwet van West-Australië voorziet niet uitdrukkelijk een premier. Het ambt werd niet formeel erkend als onderdeel van de uitvoerende macht tot Ross McLarty in 1947 premier werd. Desalniettemin nam John Forrest de titel onmiddellijk aan bij zijn aantreden als eerste premier van West-Australië in 1890 en de titel is sindsdien altijd gebruikt.
John Forrest was de enige premier van West-Australië als onafhankelijke kolonie. Na de oprichting van het gemenebest Australië in 1901 werd West-Australië een Australische staat. De verantwoordelijkheden van de premier verminderden hierdoor.
Partijpolitiek ontwikkelde zich in West-Australië pas vanaf 1901, toen de Labor Party werd opgericht. Tegen 1904 was het partijsysteem verankerd in de West-Australische politiek. Sindsdien worden de premiers geassocieerd met een politieke partij.
De West-Australische grondwet verbiedt een premier uit het hogerhuis niet (Engels: Legislative Council). Historisch gezien en gebruikelijk is hij echter lid van het lagerhuis. De enige premier ooit die in het hogerhuis zetelde was Hal Colebatch in april 1949. Hij diende een maand later zijn ontslag in omdat hij er niet in geslaagd was een zetel in het lagerhuis te verwerven.
Tijdens de economische hoogconjunctuur in de jaren 1980 werkte de West-Australische regering nauw samen met een aantal grote bedrijven. De regering sloot een reeks deals met bedrijven waardoor de staat later met enorme verliezen opgezadeld werd. Een koninklijke commissie vond bewijzen voor wijdverbreide wanpraktijken. Drie voormalige premiers werden schuldig bevonden aan wanpraktijken en twee van de drie, Ray O'Connor en Brian Burke, dienden gevangenisstraffen uit te zitten. Dit schandaal stond in de volksmond bekend als het 'WA Inc.'.

## Lijst van premiers van West-Australië (1890–heden)
| Nr.  | Ambtstermijn                        |                 | Premier                      |  | Partij            | Verkiezingen        | Opmerkingen |
| ---- | ----------------------------------- | --------------- | ---------------------------- |  | ----------------- | ------------------- | --- |
| 1    | 29 december 1890 – 15 februari 1901 | John Forrest    | John Forrest (1847–1918)     |  | Onafhankelijk     | 1890 1894 1897      | Aangeduid door gouverneur William Robinson tot 1e premier van West-Australië. Begon grootschalige openbare werken waaronder de haven van Fremantle en de waterbevoorrading van Kalgoorlie. Vertegenwoordigde West-Australië op de federale conventies die tot de oprichting van het gemenebest Australië leidden. Nam in 1901 ontslag om in de federale politiek te gaan. |
| 2    | 15 februari 1901 – 27 mei 1901      | George Throssel | George Throssell (1840–1910) |  | Onafhankelijk     | 1901                | Nam het premierschap en de functie van minister van financiën van Forrest over maar gaf zijn ontslag nadat zijn factie geen meerderheid behaalde in de verkiezingen van 1901. |
| 3    | 27 mei 1901 – 21 november 1901      | George Leake    | George Leake (1856–1902)     |  | Onafhankelijk     | -                   | Werd premier als compromisfiguur onder de facties van George Throssel en Frederick Illingworth. Diende 5 maanden tot zijn regering viel na een motie van wantrouwen. |
| 4    | 21 november 1901 – 23 december 1901 | Alf Morgans     | Alf Morgans (1850–1933)      |  | Onafhankelijk     | -                   | Diende 32 dagen als premier als compromisfiguur na de val van George Leake's regering. Gaf zijn ontslag nadat enkele van zijn ministers niet herkozen werden bij een tussentijdse verkiezing. |
| (3)  | 23 december 1901 – 24 juni 1902     | George Leake    | George Leake (1856–1902)     |  | Onafhankelijk     | -                   | Werd voor de tweede maal premier na de val van Alf Morgans regering. Stierf tijdens zijn premierschap op 24 juni 1902. |
| 5    | 1 juli 1902 – 10 augustus 1904      | Walter James    | Walter James (1863–1943)     |  | Onafhankelijk     | 1904                | Als premier beëdigd na Leake's dood. Leidde een hervormingsregering. Legaliseerde de vakbonden en introduceerde de arbeidsongevallen- en arbitragewetgeving. Slaagde er niet in het kiesrecht te hervormen. Verslagen na een motie van wantrouwen na de verkiezingen van 1904. |
| 6    | 10 augustus 1904 – 25 augustus 1905 | Henry Daglish   | Henry Daglish (1866–1920)    |  | Labor Party       | -                   | West-Australië's eerste Laborpremier. Gevallen na twaalf maanden, over een plan om Midland Railway of Western Australia voor £1,5 miljoen te kopen. |
| 7    | 25 augustus 1905 – 7 mei 1906       | Hector Rason    | Hector Rason (1858–1927)     |  | Ministrialist     | 1905                | Kwam aan het bewind na de val van Daglish. Zat een koninklijke commissie over migratie voor. Gaf zijn ontslag om afgevaardigde (En: Agent-General) van West-Australië in Londen te worden. |
| 8    | 7 mei 1906 – 16 september 1910      | Newton Moore    | Newton Moore (1870–1936)     |  | Ministrialist     | 1908                | Werd premier op 36-jarige leeftijd met maar twee jaar parlementaire ervaring. Was toen de jongste premier ooit. Stelde veel belang in landbouw en landelijke ontwikkeling. Ontwikkelde de Wheatbelt. Voerde de land- en inkomstenbelasting in. Diende in september 1910 zijn ontslag om gezondheidsredenen in. |
| 9    | 16 september 1910 – 7 oktober 1911  | Frank Wilson    | Frank Wilson (1859–1918)     |  | Ministrialist     | 1911                | Richtte de University of Western Australian op. Hervormde de kieswetgeving. Verloor zwaar tegen Labor tijdens de verkiezingen van 1911. |
| 10   | 7 oktober 1911 – 27 juli 1916       | John Scaddan    | John Scaddan (1876–1934)     |  | Labor Party       | 1914                | Bracht een West-Australische inkomstenbelasting tot stand. Hervormde het onderwijssysteem. Richtte een aantal staatsbedrijven op waaronder de State Shipping Service, slachthuizen, houtzagerijen, steengroeven, steenbakkerijen en boerderijen. Ging in 1916 ten onder aan een oplopende staatsschuld en de Nevanas affaire. |
| (9)  | 27 juli 1916 – 28 juni 1917         | Frank Wilson    | Frank Wilson (1859–1918)     |  | Liberal Party     | -                   | Keerde terug als premier nadat Scaddans regering de meerderheid verloor in het lagerhuis. Werd door Lefroy vervangen nadat de nieuwe Nationalist Party werd gevormd zonder Wilson en verscheidene van zijn ministers. |
| 11   | 28 juni 1917 – 17 april 1919        | Henry Lefroy    | Henry Lefroy (1854–1930)     |  | Nationalist Party | 1917                | Verkozen tot premier door de nieuw gevormde Nationalist Party die een meerderheid bezat. Richtte de Moore River Native Settlement op in 1918. Gaf zijn ontslag in 1919 toen hij zelf de beslissende stem over het voortbestaan van zijn regering diende uit te brengen. |
| 12   | 17 april 1919 – 17 mei 1919         | Hal Colebatch   | Hal Colebatch (1872–1953)    |  | Nationalist Party | -                   | Vanuit het hogerhuis verkozen tot premier. Gaf zijn ontslag toen hij er niet in slaagde een zetel in het lagerhuis te verwerven. |
| 13   | 17 mei 1919 – 16 april 1924         | James Mitchell  | James Mitchell (1866–1951)   |  | Nationalist Party | 1921 1924           | Ontwikkelde de West-Australische melkindustrie. Voerde de Group Settlement en Soldier Settlement Schemes in de regio South West in. In 1920 vonden er rassenrellen plaatse in Broome. Werd tijdens de verkiezingen van 1924 door Labor verslagen. |
| 14   | 16 april 1924 – 24 april 1930       | Philip Collier  | Philip Collier (1873–1948)   |  | Labor Party       | 1927 1930           | Verlaagde de belastingen en boekte het eerste begrotingsoverschot in 16 jaar. Zette de landelijke ontwikkelingsinitiatieven voort. Richtte een koninklijke commissie op om het Forrest River-bloedbad te onderzoeken. Honderdjarig bestaan van West-Australië. Voerde het minimumloon en de 40-uren week in. |
| (13) | 24 april 1930 – 24 april 1933       | James Mitchell  | James Mitchell (1866–1951)   |  | Nationalist Party | 1933                | Keerde na de verkiezingen van 1930 terug in een coalitie met de Country Party. Organiseerde in 1933 een volksraadpleging over een West-Australische uitstap uit het gemenebest waarbij 66% voor stemde. De Nationalist/Country Party-coalitie verloor echter de verkiezingen van 1933. De daaropvolgende Laborregering legde de resultaten van het referendum naast zich neer. Richtte een koninklijke commissie op over de behandeling en toestand van de Aborigines.           |
| (14) | 24 april 1933 – 19 augustus 1936    | Philip Collier  | Philip Collier (1873–1948)   |  | Labor Party       | 1936                | Leidde zijn partij naar een verkiezingsoverwinning in 1936. Gaf zijn ontslag in augustus 1939. Is met 9 jaar en 126 dagen de langst regerende Laborpremier. |
| 15   | 20 augustus 1936 – 31 juli 1945     | John Willcock   | John Willcock (1879–1956)    |  | Labor Party       | 1939 1943           | Introduceerde verscheidene kleine secundaire industrieën. Nam een plan voor een joods thuisland in de regio Kimberley in overweging. Japanse luchtaanval op Broome. Vertegenwoordigde West-Australië bij de kroning van George V in 1937. Trad in 1945 om gezondheidsredenen af. |
| 16   | 31 juli 1945 – 1 april 1947         | Frank Wise      | Frank Wise (1897–1986)       |  | Labor Party       | 1947                | Verkozen tot premier na Willcocks aftreden. Introduceerde vleesvervoer met vliegtuigen in de Kimberley. Werd tijdens de verkiezingen van 1947 verslagen. |
| 17   | 1 april 1947 – 23 februari 1953     | Ross McLarty    | Ross McLarty (1891–1962)     |  | Liberal Party     | 1950 1953           | Regeerde in coalitie met de Country Party. Zette de naoorlogse industriële ontwikkeling in gang met onder andere de olieraffinaderijen van Kwinana. Richtte de State Housing Commission op. Werd tijdens de verkiezingen van 1953 verslagen. |
| 18   | 23 februari 1953 – 2 april 1959     | Albert Hawke    | Albert Hawke (1900–1986)     |  | Labor Party       | 1956 1959           | Verbeterde de sociale woningbouw. Gaf de Aborigines in 1954 volwaardig staatsburgerschap. Drukte fel bekritiseerde anti-woeker-wetgeving door. |
| 19   | 2 april 1959 – 3 maart 1971         | David Brand     | David Brand (1912–1979)      |  | Liberal Party     | 1962 1965 1968 1971 | Eerste ijzererts uit de regio Pilbara uitgevoerd. Breidde de verwerking van mineralen in Kwinana en de regio South West uit. De Gemenebestspelen vonden in 1962 in Perth plaats. Federale financiering van het irrigatieprogramma aan de rivier Ord. De Poseidon Company mijnbubbel-crash. Conflict met de federale regering over graanquota. Verloor de verkiezingen van 1971.                                                                                                  |
| 20   | 3 maart 1971 – 8 april 1974         | John Tonkin     | John Tonkin (1902–1995)      |  | Labor Party       | 1974                | Nadruk op onderwijs en landelijke ontwikkeling. |
| 21   | 8 april 1974 – 25 januari 1982      | Charles Court   | Charles Court (1911–2007)    |  | Liberal Party     | 1977 1980           | Nadruk op de ontwikkeling van de mijn-, olie- en gasindustrie. Spoorweg tussen Fremantle en Perth gesloten in september 1979. Murdoch University en Art Gallery of Western Australia geopend. 150e verjaardag van de Europese kolonisatie gevierd. Ging op rust in januari 1982. |
| 22   | 25 januari 1982 – 25 februari 1983  |                 | Ray O'Connor (1926-2013)     |  | Liberal Party     | 1983                | Zette Courts beleid van industriële ontwikkeling voort. Gouddiefstal in Perth Mint. Verloor de verkiezingen van 1983. Werd in 1992 tot 6 maanden cel veroordeeld voor het 'WA Inc.'-schandaal. |
| 23   | 25 februari 1983 – 25 februari 1988 |                 | Brian Burke (1947 - )        |  | Labor Party       | 1986                | Spoorweg tussen Fremantle en Perth heropend. Doodstraf afgeschaft in 1984. Beurscrash van 1987. Werd in 1992 tot 7 maanden cel veroordeeld voor het 'WA IN-nc.'-schandaal. |
| 24   | 25 februari 1988 – 12 februari 1990 | Peter Dowding   | Peter Dowding (1943 - )      |  | Labor Party       | 1986                | Verving Burke in 1988. Trad in 1990 af nadat hij het leiderschap van de Labor Party verloor na een dip in de polls. |
| 25   | 12 februari 1990 – 16 februari 1993 | Carmen Lawrence | Carmen Lawrence (1948 - )    |  | Labor Party       | 1993                | Richtte een koninklijke commissie op om het 'WA Inc.'-schandaal te onderzoeken. Het Northern Suburbs Transit System trad in werking. Perth Bus Station werd geopend. Van meineed beschuldigd in de Easton-affaire maar vrijgesproken in 1999. Eerste vrouwelijke premier in Australië. Verslagen tijdens de verkiezingen van 1993. |
| 26   | 16 februari 1993 – 10 februari 2001 | Richard Court   | Richard Court (1947 - )      |  | Liberal Party     | 1996 2001           | Regeerde in coalitie met de Nationalist Party onder leiding van Hendy Cowan. Schandalen over het rooien van oer-loofbossen. Graham Farmer Freeway en Kwinana Freeway afgewerkt. Verslagen tijdens verkiezingen van 2001. |
| 27   | 10 februari 2001 – 25 januari 2006  | Geoffrey Gallop | Geoffrey Gallop (1951 - )    |  | Labor Party       | 2005                | Swan Valley Nyungah Community gesloten na beschuldigingen van verkrachting, drugsgebruik en kindermisbruik; later onderzocht in commissie onder leiding van Sue Gordon. Nam in 2006 ontslag wegens een depressie. |
| 28   | 25 januari 2006 – 23 september 2008 | Alan Carpenter  | Alan Carpenter (1957 - )     |  | Labor Party       | 2008                | Mandurah-spoorweg geopend. Drie ministers ontslagen door de Corruption and Crime Commission wegens contacten met voormalig premier en lobbyist Brian Burke. |
| 29   | 23 september 2008 – 17 maart 2017   | Colin Barnett   | Colin Barnett (1950 - )      |  | Liberal Party     | 2013 2017           | Minderheidsregering met steun van de Nationalist Party. Ontwikkelde de rivierdijk in Perth. Begon en werkte het Elizabeth Quay-project af. Stelde plannen voor een nieuw stadium voor Perth voor. Werkte het Gateway WA-wegennetwerkproject af. Begon de Perth Freight Link en NorthLink WA-wegenprojecten. Dereguleerde de openingstijden van de winkels in Perth. Legde de spoorweg die Perth en Northbridge scheidde ondergronds. Verslagen tijdens de verkiezingen van 2017. |
| 30   | 17 maart 2017 – 8 juni 2023         | Mark McGowan    | Mark McGowan (1967 - )       |  | Labor Party       | 2017 2021           | Richtte een onderzoekscommissie op om de investeringen van zijn voorganger te onderzoeken. Creëerde Metronet en breidde Perths spoorwegnetwerk uit. Premier tijdens de coronapandemie in 2020-21. |
| 31   | 8 juni 2023 –                       | Roger Cook      | Roger Cook (1965 - )         |  | Labor Party       | 2023                | |